# Obfelden
Obfelden é uma comuna da Suíça, no Cantão Zurique, com cerca de 4.358 habitantes. Estende-se por uma área de 7,54 km², de densidade populacional de 578 hab/km². Confina com as seguintes comunas: Affoltern am Albis, Hünenberg (ZG), Maschwanden, Merenschwand (AG), Mettmenstetten, Ottenbach.
A língua oficial nesta comuna é o Alemão.